# Pastor Obligado
Pastor Obligado (Buenos Aires, 9 de agosto de 1818-Córdoba, 12 de marzo de 1870) fue un abogado, político y militar argentino, miembro del Partido Federal, del Partido Liberal y luego del Partido Autonomista, que gobernó el Estado de Buenos Aires en la época de su secesión de la Confederación Argentina, tras la caída de Juan Manuel de Rosas.

## Biografía

### Primeros años
Hijo de Manuel Obligado y Juana Tejedor o Texedor, fue bautizado Justo Pastor del Corazón de Jesús Obligado el 10 de agosto de 1818, en la parroquia Nuestra Señora de la Merced de Buenos Aires.
Estudió Derecho en la Universidad de Buenos Aires, donde se graduaría en 1845. Fue partidario de Juan Manuel de Rosas durante su gobierno en la provincia de Buenos Aires, pero gracias a las influencias de su rica familia fue nombrado juez al día siguiente de la batalla de Caseros (3 de febrero de 1852), en la que Rosas fue derrotado por Justo José de Urquiza.
Miembro de la llamada joven generación (la segunda desde los protagonistas de la Revolución de Mayo), se unió al Partido Liberal. La política porteña estaba dividida en dos sectores: autonomistas o pandilleros y nacionalistas o chupandinos. El ala autonomista, liderada por Valentín Alsina, pretendía la separación definitiva de Buenos Aires del resto de las provincias argentinas. El ala nacionalista liderada por Bartolomé Mitre, pretendía reunificar a Buenos Aires con la confederación, pero imponiendo un nuevo orden político que le permitiera a Buenos Aires conservar su hegemonía, a diferencia del unitarismo que proponía Urquiza, quien tenía las ambiciones de establecer una capital federal en el territorio porteño. Obligado adhirió al sector autonomista, aunque luego formó parte del grupo que pactó con Mitre.
Mediante la Revolución del 11 de septiembre de 1852 los porteños derrocaron al Consejo de Gobierno que gobernaba Buenos Aires a cargo del propio Urquiza. Una de las primeras medidas del gobierno provisorio a cargo del general Manuel Guillermo Pinto fue disponer la separación de la provincia de la confederación, dando origen al Estado de Buenos Aires.

### Gobernador de Buenos Aires
Luego del fracaso de Valentín Alsina como gobernador provisional, Obligado pactó con la facción nacionalista de Mitre y, gracias a su apoyo, logró en 1854 ser electo gobernador del Estado.

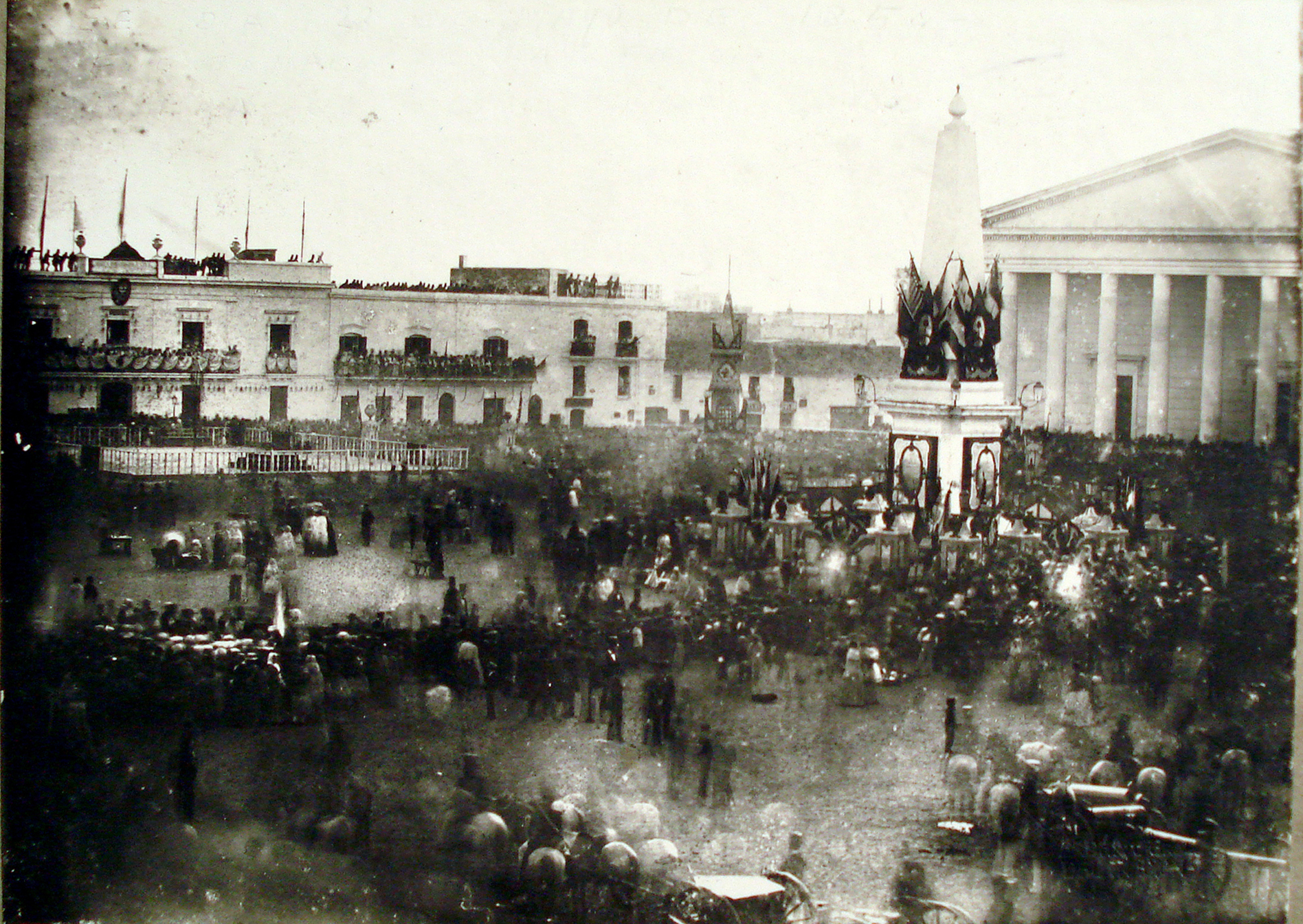
Jura de la Constitución de Buenos Aires, en la actual Plaza de Mayo (1854).

La constitución votada en Buenos Aires retenía para la provincia el ejercicio de la soberanía exterior e interior, en claro desafío a la Constitución Nacional de 1853; Obligado fue un claro continuador de esa política, lo que obligó al exilio a quienes abogaban por un sistema federal (como Vicente Fidel López o Marcos Paz) . Las relaciones con el gobierno de Paraná fueron lo suficientemente tensas para que en 1854 se llegase a las armas; el ejército porteño batió a las fuerzas entrerrianas del general Jerónimo Costa en la batalla de El Tala, pero Urquiza logró obtener de Obligado un acuerdo por el que se comprometían ambas partes al socorro mutuo en caso de agresión exterior.
Durante su gobierno, Obligado aprovechó los fondos proporcionados por la aduana para mejorar la infraestructura porteña; fundó numerosas escuelas primarias, sentó las bases del Colegio Nacional de Buenos Aires, urbanizó la campiña convirtiendo antiguos fuertes en poblados y comenzó las obras para el servicio de agua corriente y de gas de alumbrado para Buenos Aires.[cita requerida]
El 14 de octubre de 1855 el armero francés Adolphe Bertonnet hizo la primera demostración práctica de la telegrafía eléctrica Breguet mediante una línea tendida entre el Hotel de Provence y el local del daguerrotipista italiano Luigi Bartoli sobre la Plaza Victoria. Asistieron el gobernador Pastor Obligado y sus ministros Valentín Alsina, Norberto de la Riestra y Bartolomé Mitre, quienes, pese al éxito de la demostración y a la entusiasta defensa de Sarmiento desde El Nacional, no quedaron convencidos de instalar el equipo.
Durante su mandato se iniciaron las obras de la primera línea férrea, que sería inaugurada por su sucesor el 30 de agosto de 1857.

### Años posteriores
En 1859 fue elegido a la legislatura provincial. Cuando la situación de tensión entre el entonces Estado de Buenos Aires y el resto de las provincias desembocó en la Batalla de Cepeda, luchó a las órdenes de Alsina; la derrota porteña y la firma del Pacto de San José de Flores representaron un duro revés para sus intereses separatistas. Sin embargo, fue ministro del gobernador Bartolomé Mitre, y cuando este se alzó contra el gobierno nacional de Santiago Derqui volvió a tomar las armas en la batalla de Pavón. Sería luego ministro de Guerra y Marina durante la presidencia de Mitre, y diputado nacional desde 1862 hasta su muerte en Córdoba en 1870.

## Relaciones familiares
El poeta Pastor S. Obligado era hijo de Pastor Obligado.